# Jules Hardouin-Mansart

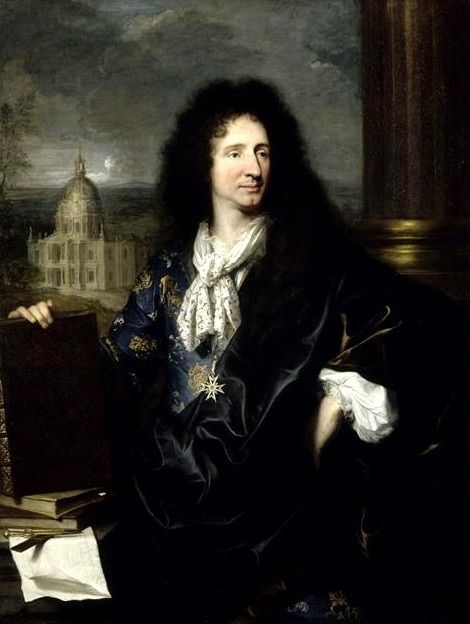
Jules Hardouin-Mansart. Retrato de Hyacinthe Rigaud. Palacio de Versalles.

Jules Hardouin-Mansart (París, 16 de abril de 1646 - Marly-le-Roi, Francia, 11 de mayo de 1708), arquitecto francés, uno de los más importantes del siglo XVII europeo, considerado la cumbre de la arquitectura barroca francesa, estilo que sirvió para engrandecer el nombre de Luis XIV.
Nacido como Jules Hardouin, se formó con su primo François Mansart, renombrado arquitecto iniciador de la tradición clásica en la arquitectura francesa, del que heredaría su colección de planos y dibujos, así como su apellido. También se formaría con Libéral Bruant, que por entonces era el arquitecto jefe del Hôtel des Invalides, el hospital de veteranos de guerra de París. Después de diseñar los planos del Château de Clagny, para Madame de Montespan, se ganó la estima de Luis XIV.
Su importante posición en una Francia que era la nación más importante de Europa, le permitió crear los monumentos más significativos de su período, y marcar la tendencia que tomaría la arquitectura tardobarroca francesa. La arquitectura francesa extendió su influencia por toda Europa, llegando hasta San Petersburgo, e incluso a Constantinopla. También hay que señalar, no obstante, que se especula que debido a su importante posición burocrática, se piensa que realmente era bastante poco responsable de los proyectos que se construían con su nombre, críticas que infravaloran la disciplina de control dentro de un estudio de arquitectura de corte clásico.

## Arquitectura
Su primera obra para el monarca francés fue la ampliación del palacio de Saint-Germain-en-Laye. Cuando Luis XIV trasladó su corte a Versalles, Mansart fue requerido para realizar las obras de ampliación, en 1675. Se convirtió en el Primer Arquitecto del rey en 1681, y realizó todas las obras del Palacio de Versalles, incluyendo las alas Norte y Sur, la Capilla Real (junto con Robert de Cotte) y la famosa Sala de los Espejos, decorada por Charles Le Brun, su colaborador. Fuera del palacio, construyó el palacete del Gran Trianón y la Orangerie, así como las residencias exteriores, como el Palacio de Marly (iniciado en 1679). Fue nombrado Superintendente de las Construcciones Reales en 1699.
Mansart usó la cubierta con mansardas, que recibe su nombre por su tío abuelo François Mansart, en el Palacio de Dampier-en-Yvelines, construido para el duque de Chevreuse, el yerno de Jean-Baptiste Colbert, ministro del rey y el impulsor de la Academia de Arquitectura, que fundó en 1671. El palacio, de estructura típicamente francesa, en forma de U, y con un patio pavimentado de acceso (cour d'honneur), protegido por una verja de hierro, y cerrado por los cuerpos laterales del edificio (corps de logis), unidos por balaustradas dispuestas simétricamente. En la parte de atrás, un camino pavimentado se extiende en la dirección del eje, con parterres a ambos lados, con estanques diseñados por André Le Nôtre.
Otras de sus obras más conocidas en París son el Pont-Royal, la iglesia de San Roque, la gran iglesia cupulada de Saint-Louis-des-Invalides, en el Hôtel des Invalides (1680), la Plaza de las Victorias (Place des Victoires) (1684–86) y la Plaza Vendôme (1699). La mayoría de estas obras se pueden contemplar actualmente, aunque algunas fueron modificadas a lo largo del siglo XIX, como la Plaza Vendôme.

## Obras
- 1667 y 1685-1690: Hôtel de Sagonne, rue des Tournelles, en París
- 1669-1671: Petit hôtel de Guénégaud, impasse Conti, dans l'enceinte de la Monnaie de Paris à Paris 6ème (primera obra conocida de J. Hardouin-Mansart)
- 1673-1676: hôtel de ville d'Arles
- 1673: Chapelle de la Communion à Saint-Séverin, París
- 1674-1677: château de Val, en Saint-Germain-en-Laye
- 1675-1678: château de Clagny, en Versailles (desaparecido)
- 1676-1680: Pavillon de Manse, en Chantilly
- 1676-1706: Finalización del hôtel des Invalides en Paris, en particular la iglesia de Saint-Louis-des-Invalides
- 1677: Ala sur patio del hôtel de Chaules, plaza de los Vosges de París
- 1677-1679: Palais de l'Evêché, en Castres
- 1678: Hôtel de Fieubet, quai des Célestins, en París
- 1679: Hôtel de Noailles, en Saint-Germain-en-Laye
- 1679-1699: Palacio de Marly, en Marly-le-Roi (desaparecido)
- 1680-1681: trabajos en el château de Saint-Germain-en-Laye (viejo)
- 1682-1686: château de Dampierre, en Dampierre-en-Yvelines
- 1683-1684: Orangerie (desaparecido) y trabajos en el pequeño château de Chantilly
- 1684: Finalización de la capilla del château de Chambord
- 1684-1686: place des Victoires, en París
- 1685: château de Boury, en Boury-en-Vexin
- 1685-1686: restauración del palais des ducs de Bourgogne, Salle des États, en Dijon
- 1685-1694: plaza de las Conquistas en París, (actual place Vendôme)
- 1685-1690: Pont-Royal de París
- 1686: orangerie del château de Sceaux
- 1686: Maison Royale de Saint-Louis, Maison d’éducation des demoiselles, en Saint-Cyr-l'École
- 1686, Place Royale en Dijon
- 1686-1687: Transformation de l’aile sud du château et réalisation du grand escalier, en Saint-Cloud (desaparecido)
- 1687-1688: planos de la église Notre-Dame de l'Assomption, en Chantilly
- 1688: iglesia Saint-Vigor, en Marly
- 1692: Orangerie du château de Thouars
- 1694: planos del château de L'Isle en el cantón de Vaud
- 1695-1708: reconstrucción en estilo gótico, en Poissy, de la église Saint-Louis, frappée par la foudre
- 1697-1698: Hôtel de Lorge, en París (desaparecido)
- 1698-1704: embellecimiento del château de Meudon para el Grand Dauphin
- 1699: Modification de la Grande cascade du parc, Saint-Cloud
- 1699-1700: galerie du Palais-Royal de París (desaparecido)
- 1699-1700: château de Vanves, actual pabellón administrativo del lycée Michelet
- 1701-1703: Reconstrucción del Ayuntamiento de Lyon, destruido por un incendio
- 1703: Hôtel de Montargis, en París (desaparecido)
- 1704-1705: puente de Moulins (desaparecido)
- 1706-1708: château nuevo de Meudon (desaparecido)
- 1708-1710: chapelle de la Vierge y finalización del coro de la Église Saint-Roch, en París

- En el Palacio de Versalles:
  - 1670-1672: Hôtels place d’armes (desaparecido)
  - 1677: bosquete des Dômes (desaparecido)
  - 1678-1684: Galerie des Glaces et salons de la Guerre et de la Paix
  - 1679: Alas de los ministros
  - 1679-1689: fachada frente al parque, las alas de retratos Norte y Sur
  - 1679-1684: Petite y la Grande Écurie, la nouvelle orangerie
  - 1682-1684: Grand Commun
  - 1684: Église (desaparecido) et couvent des Récollets
  - 1684: bosquete de la Colonnade
  - 1687-1688: Grand Trianon
  - 1689-1710: chapelle royale e église Notre-Dame de Versailles
  - 1702: Pavillons de la Ménagerie

y también:
- - El parque del château d'Écouen
  - El château de Boufflers
  - La capilla del château de Serrant, en Saint-Georges-sur-Loire
  - El château de l'Étang, en Audigny

## Galería de imágenes

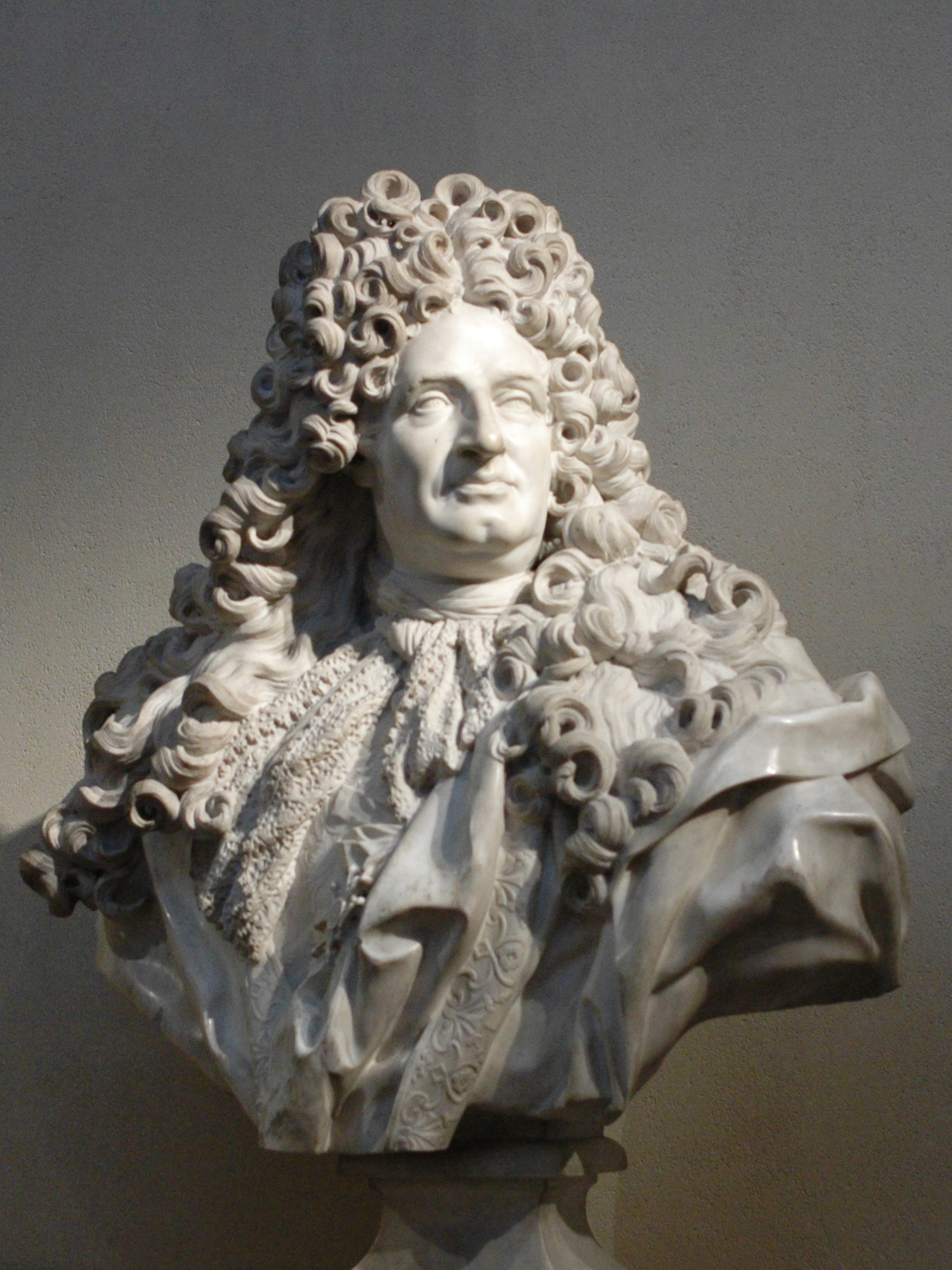
Busto de Hardouin-Mansart por Jean-Louis Lemoyne, 1703, musée du Louvre
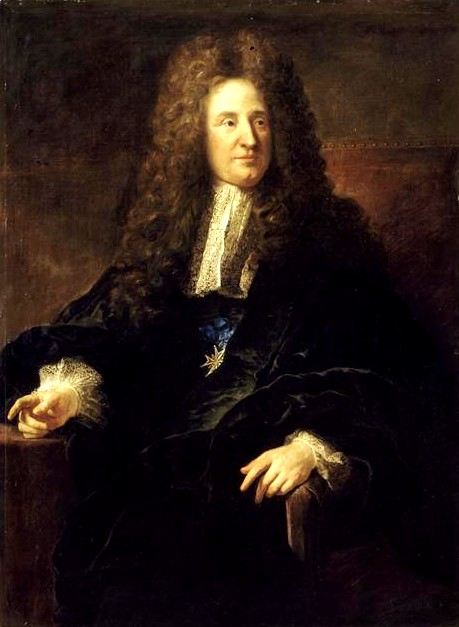
Jules Hardouin-Mansart, retrato de François de Troy
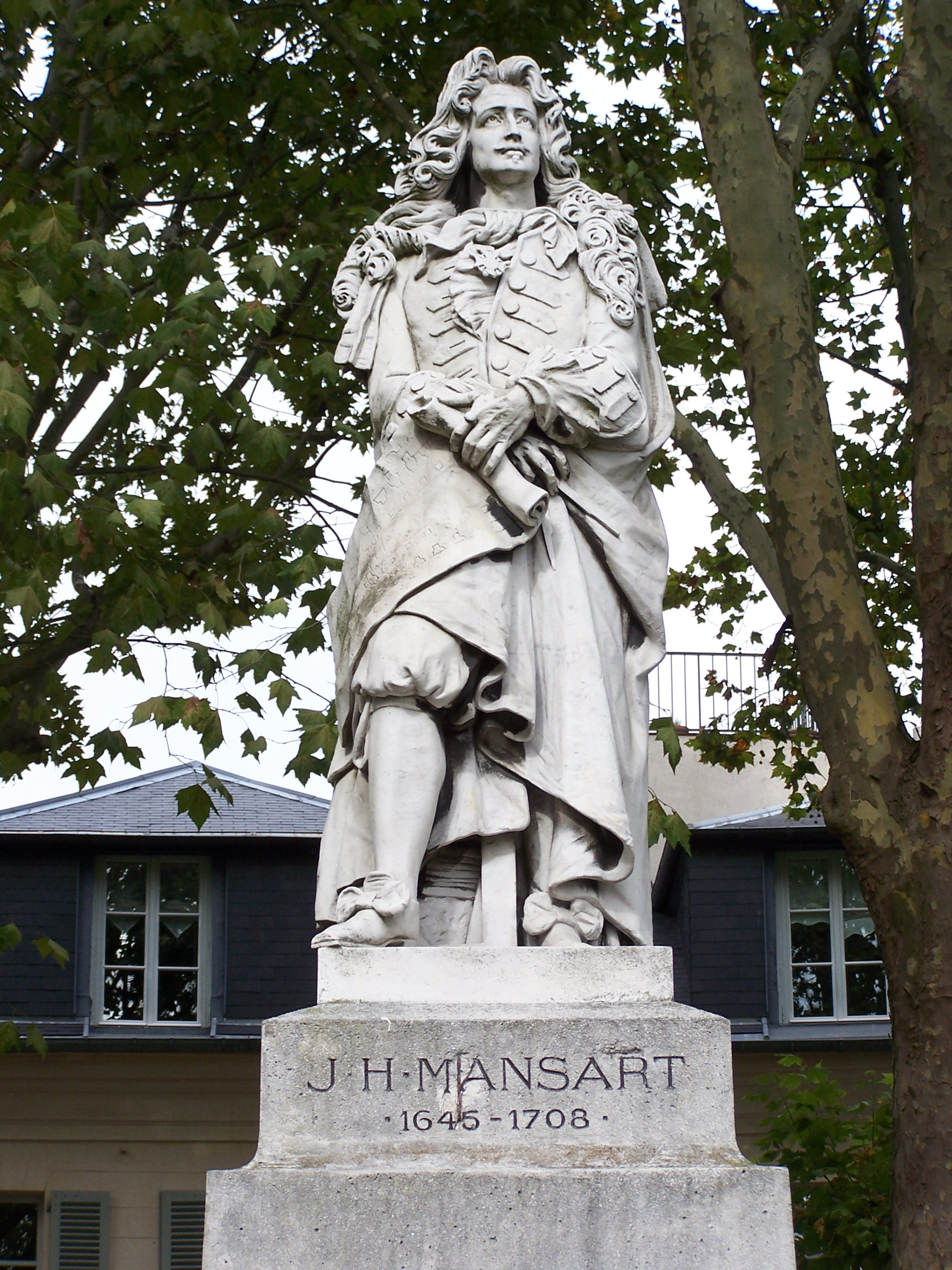
Estatua en Versalles, place Alexandre I de Yugoslavia
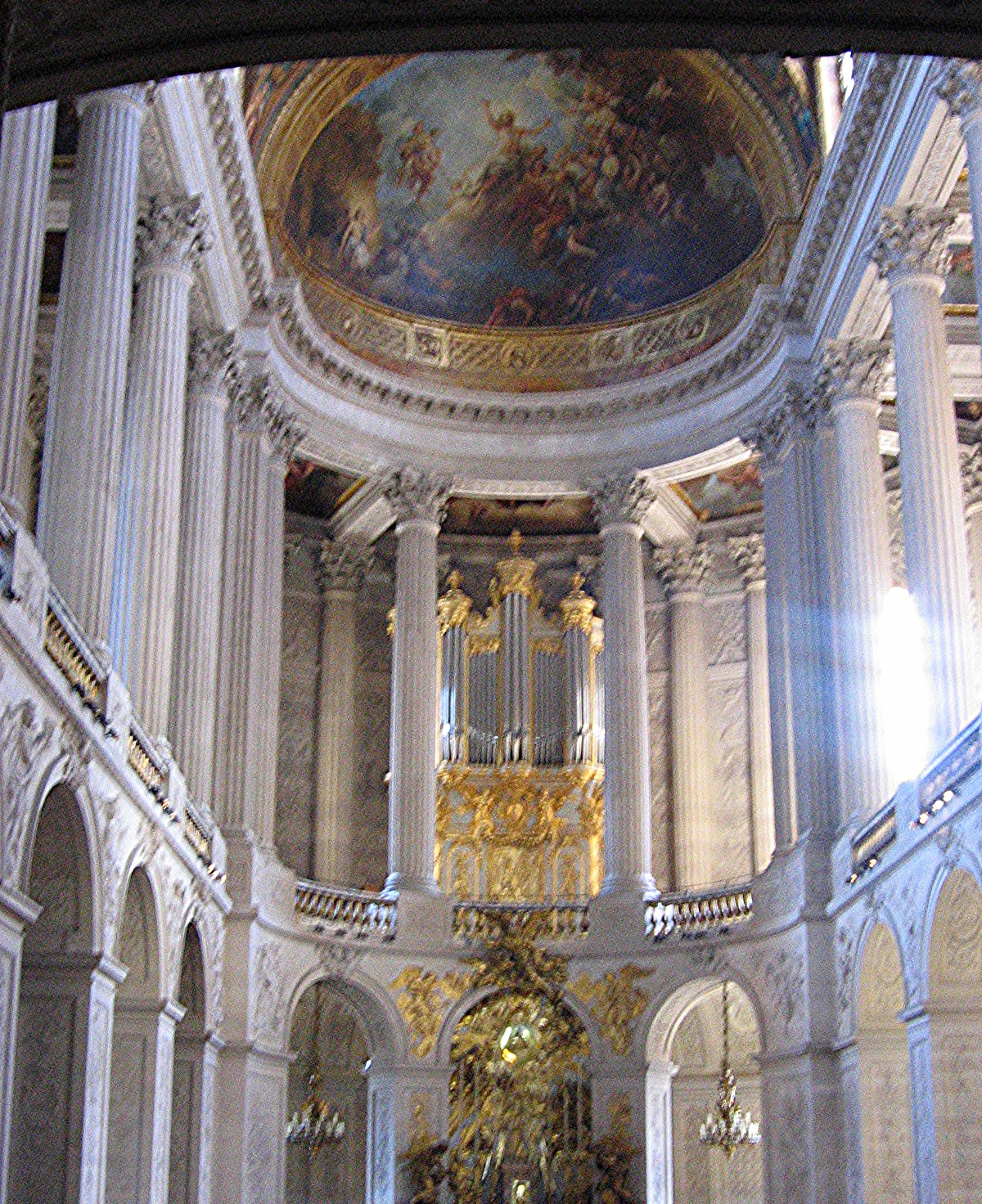
Chapelle du château de Versalles
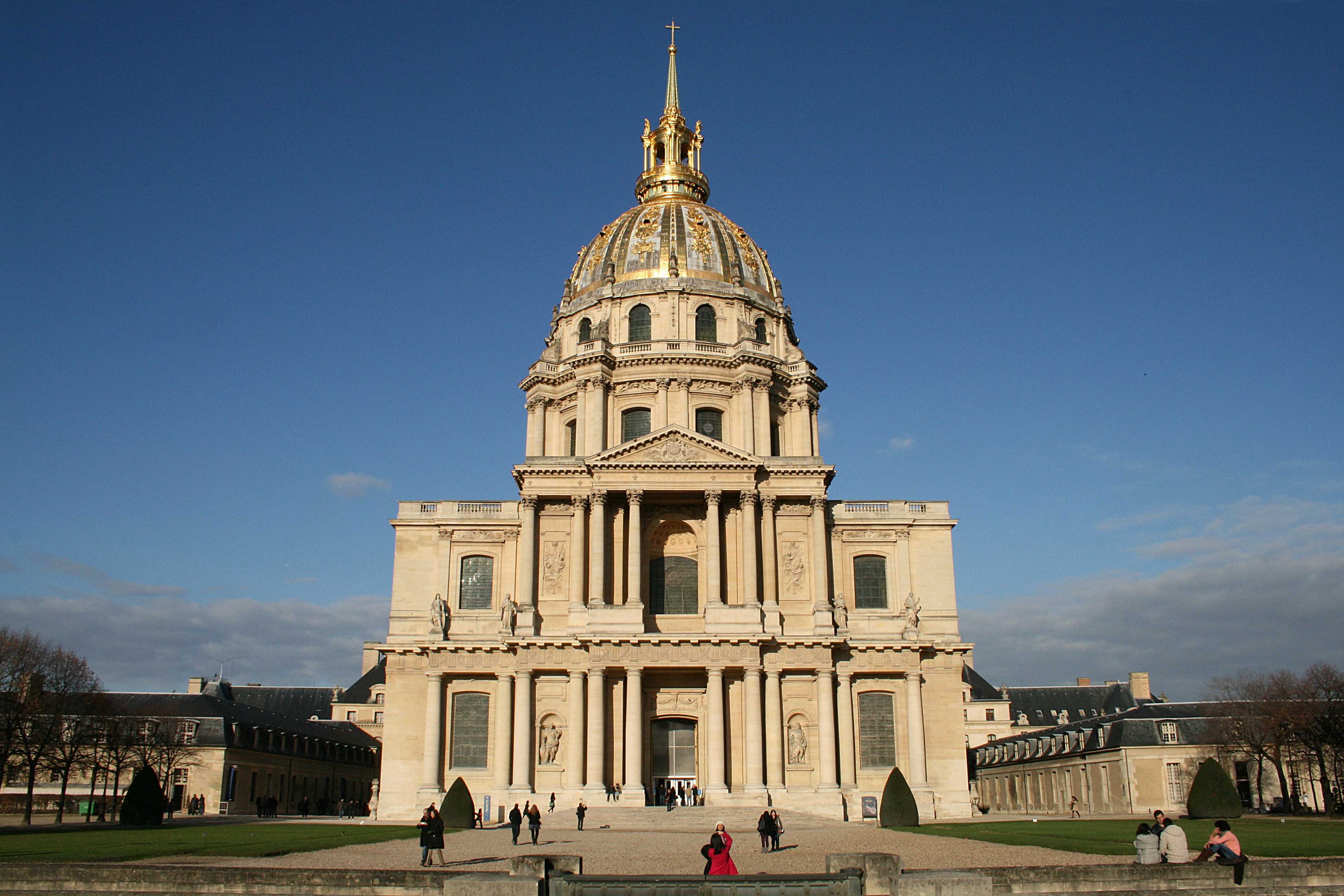
Cúpula del Hôtel des Invalides
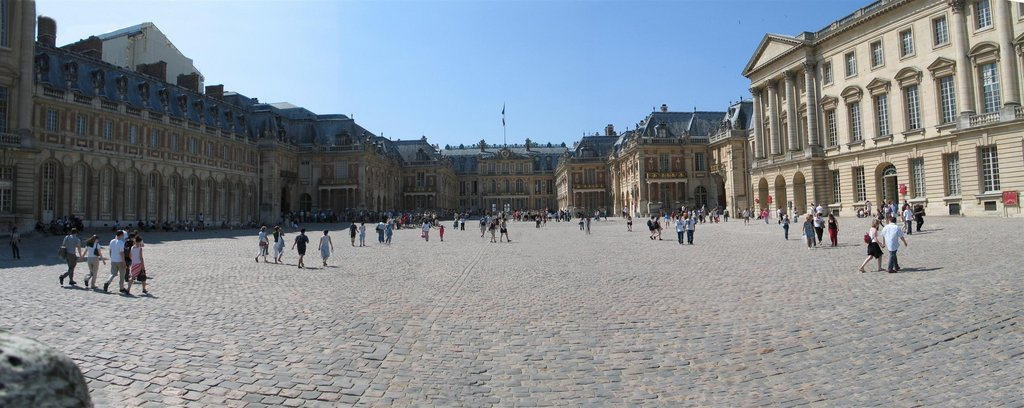
Château de Versailles
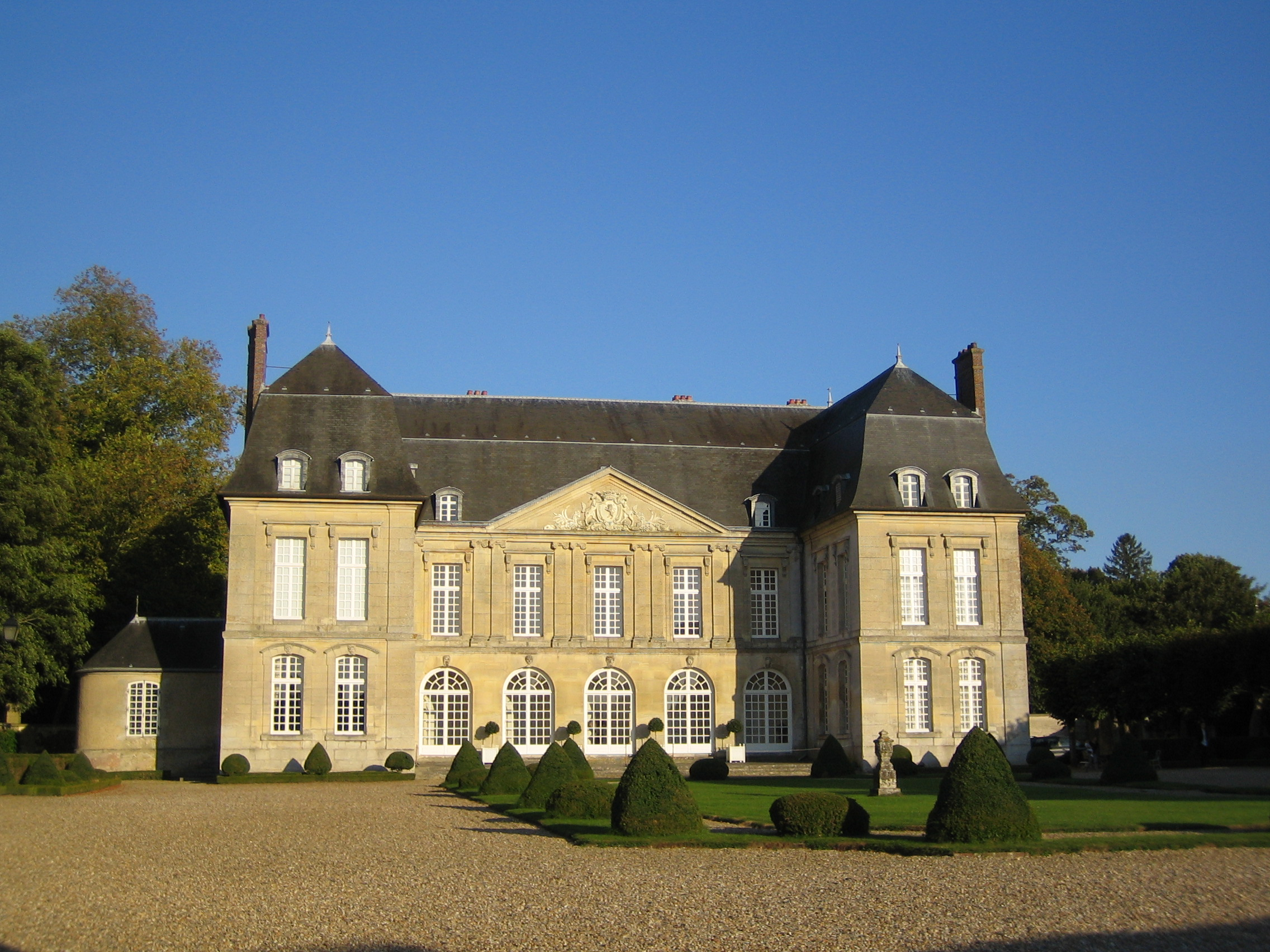
Château de Boury-en-Vexin
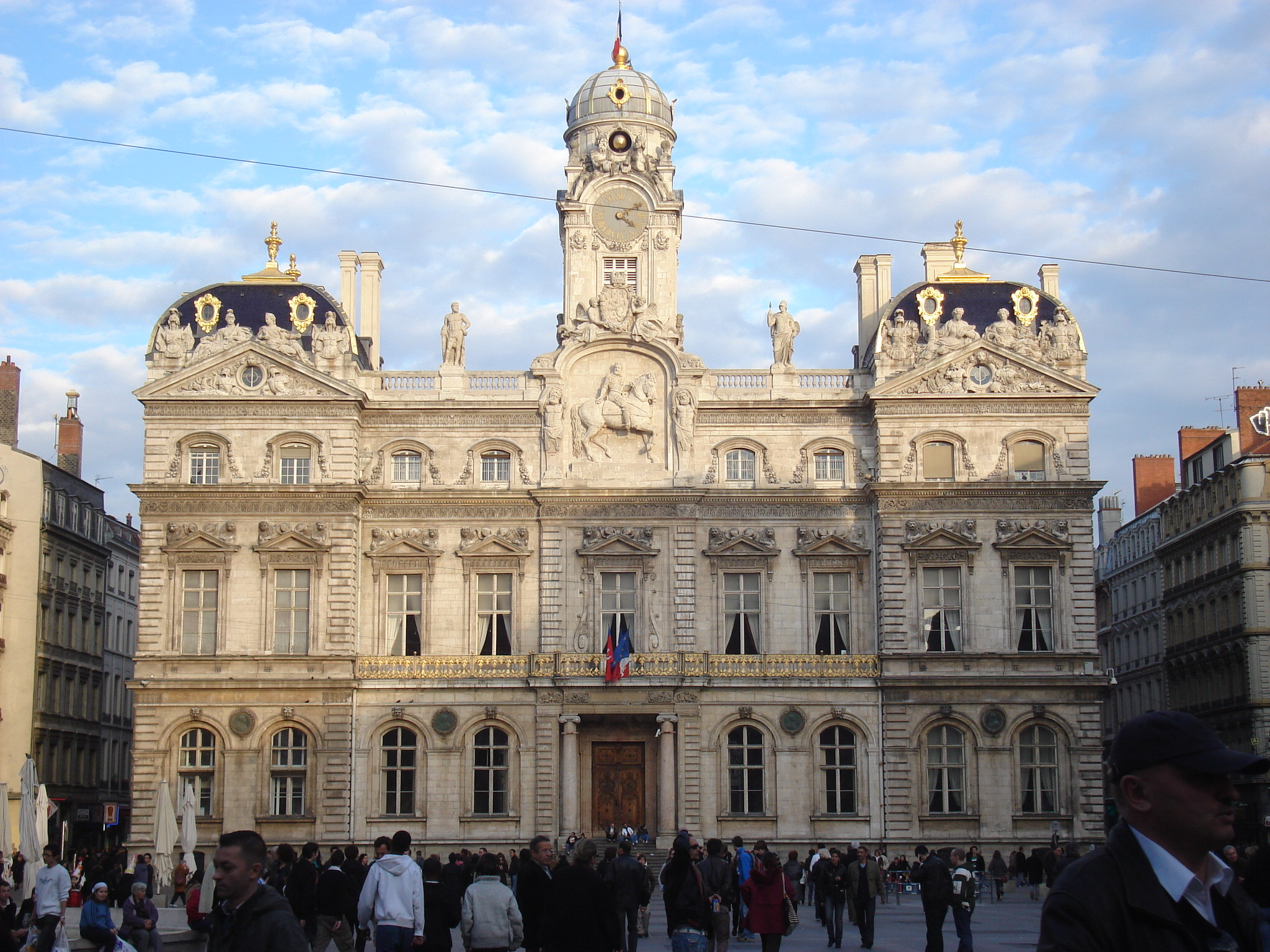
Hôtel de ville de Lyon
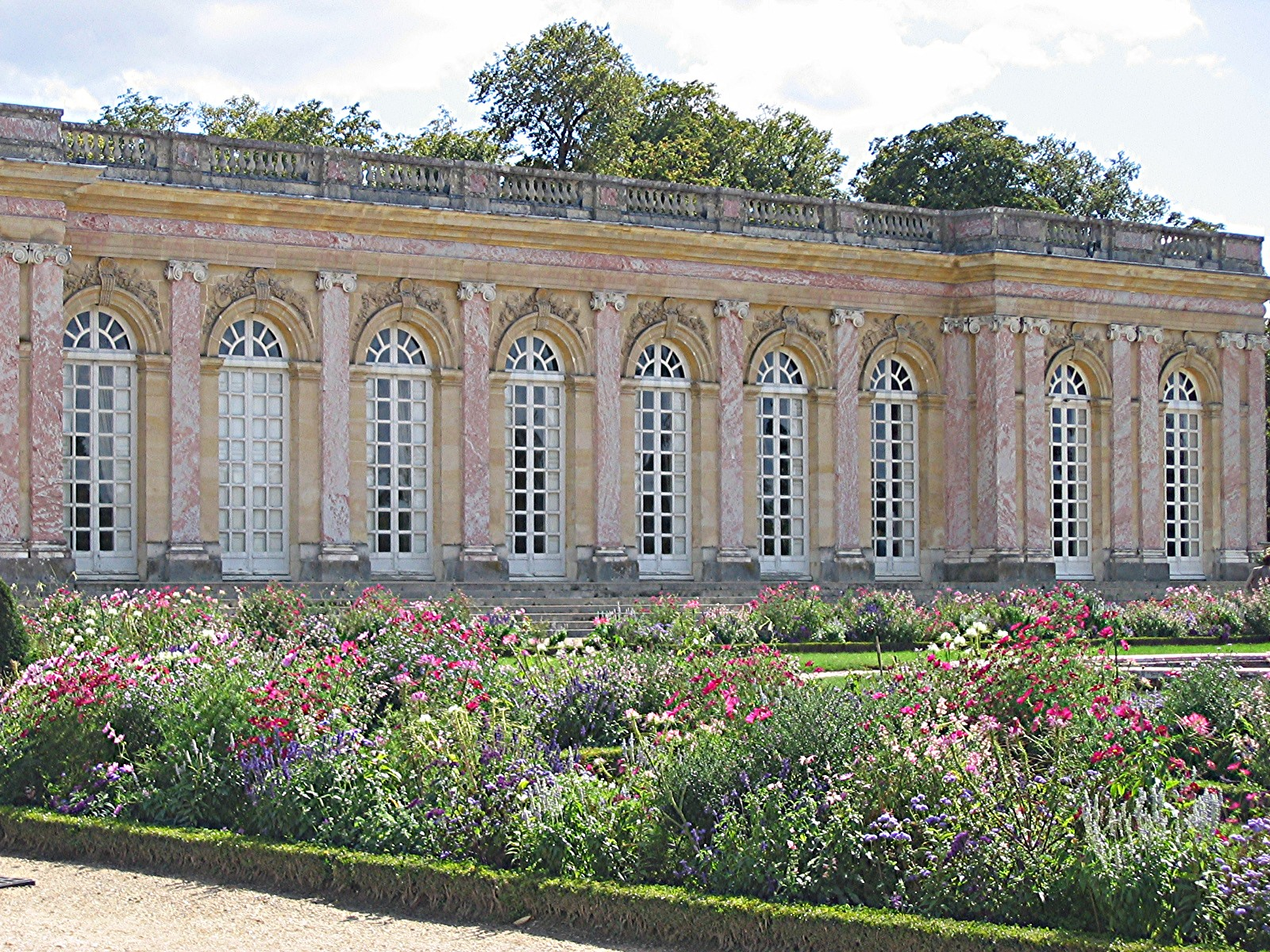
Grand Trianon
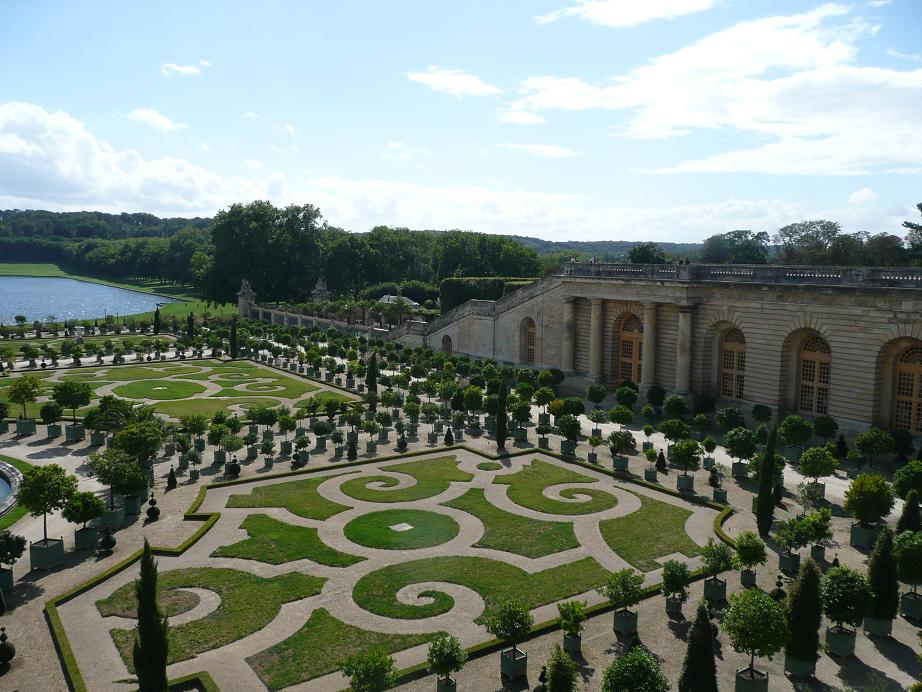
Orangerie du château de Versalles
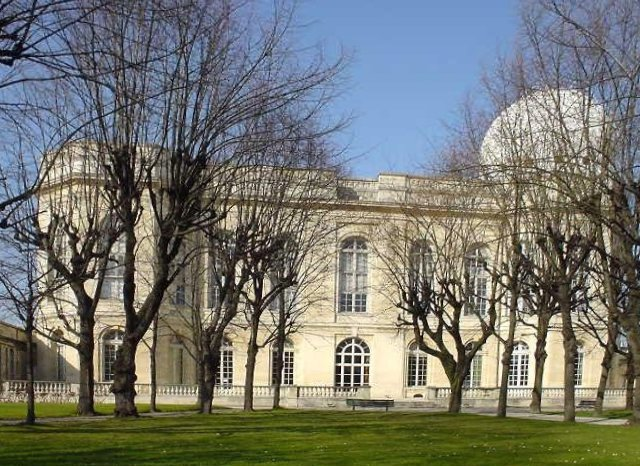
Observatoire de Paris
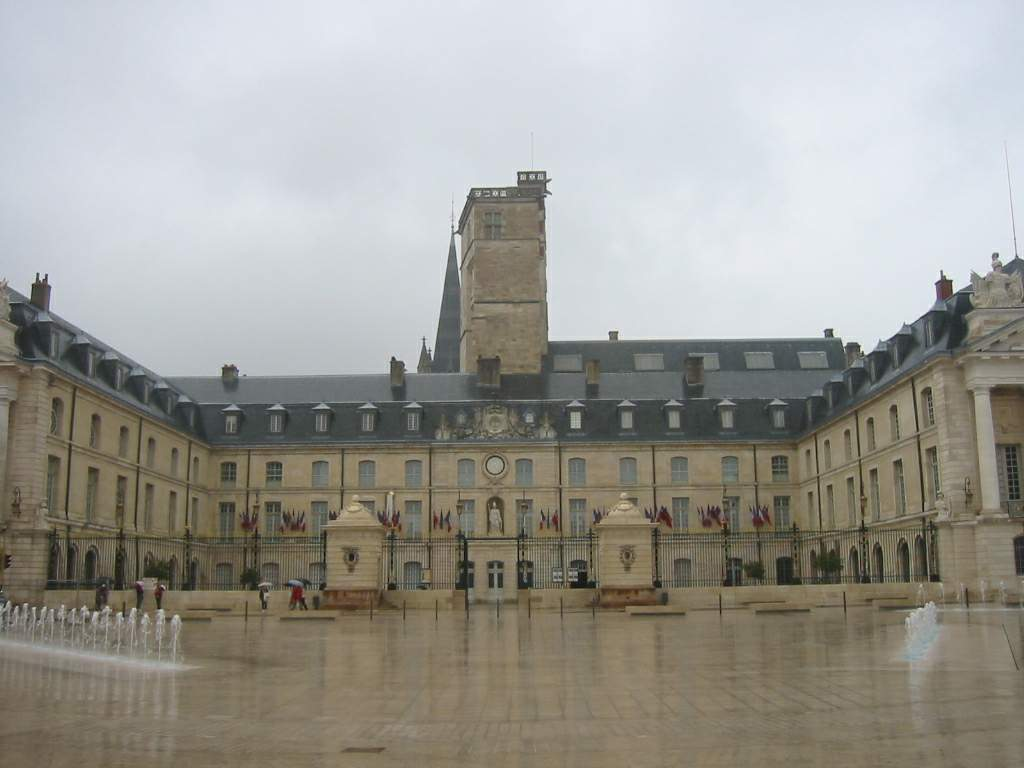
Palais des ducs de Bourgogne de Dijon
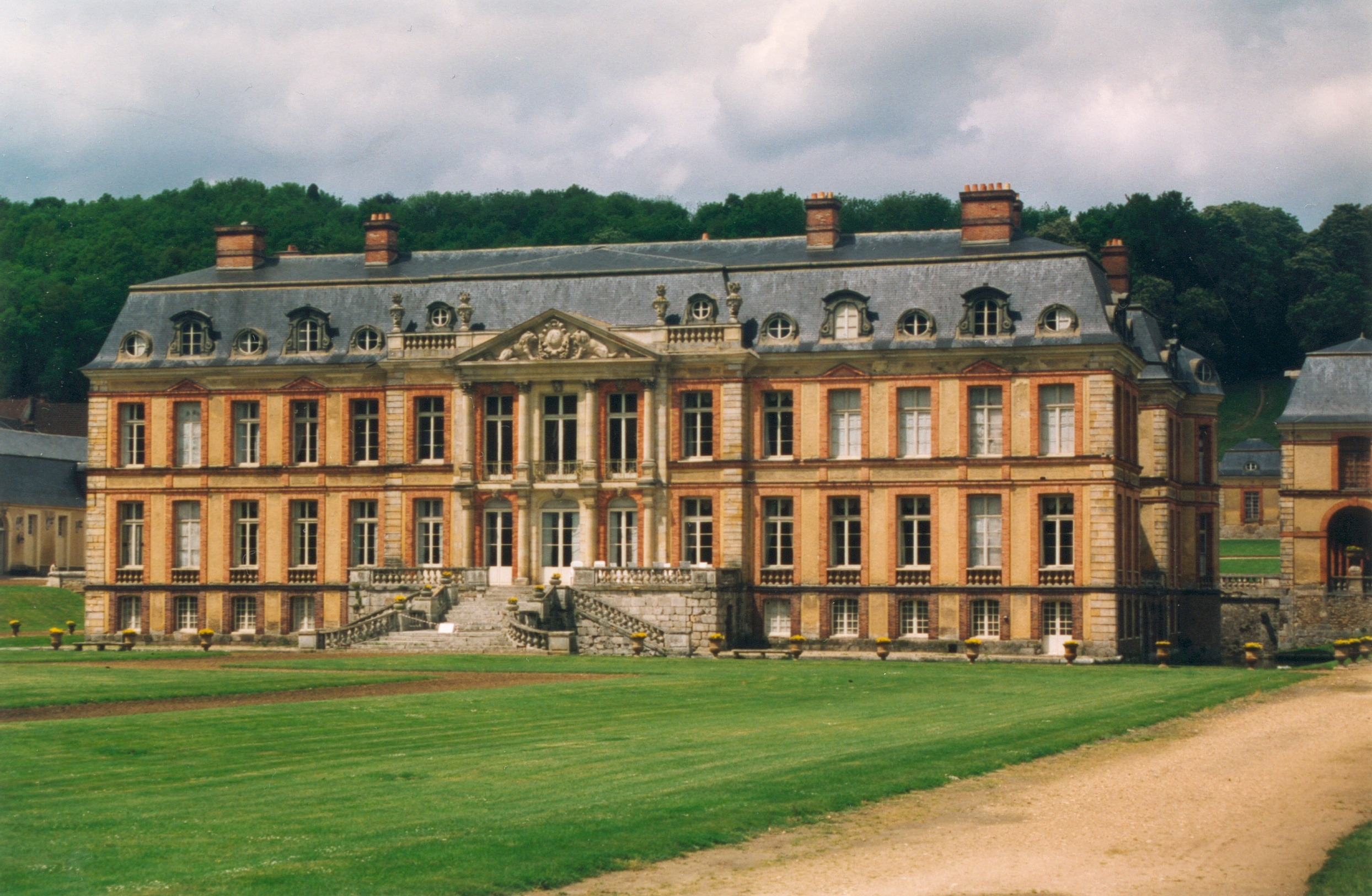
Château de Dampierre-en-Yvelines
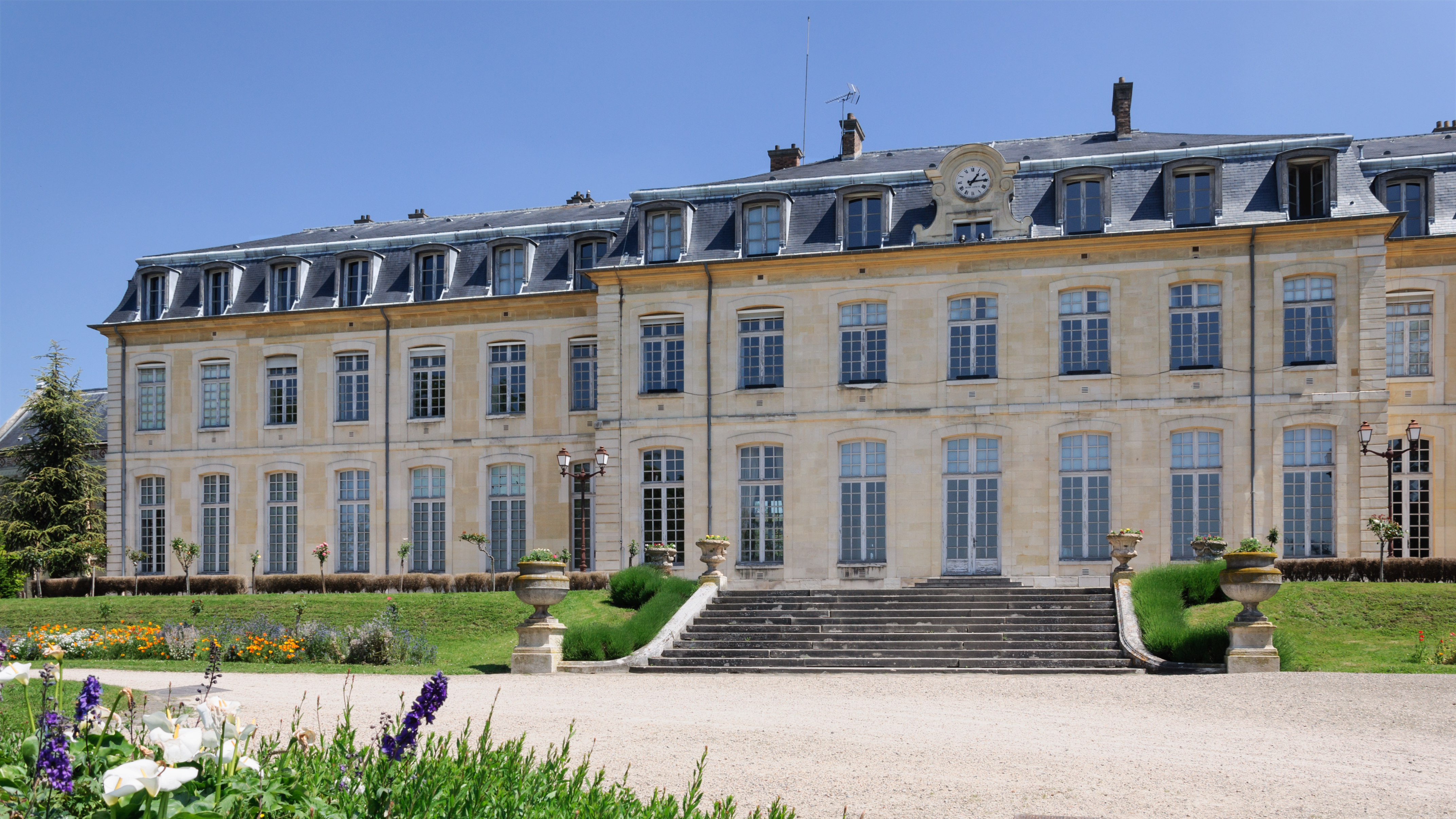
Château de Vanves, hoy lycée Michelet
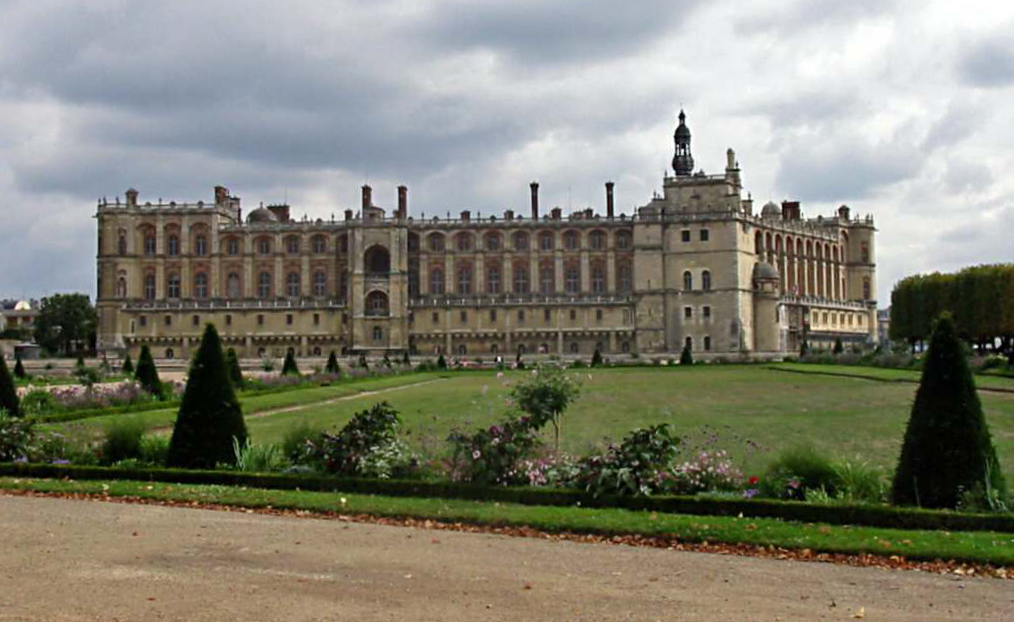
Château de Saint-Germain-en-Laye
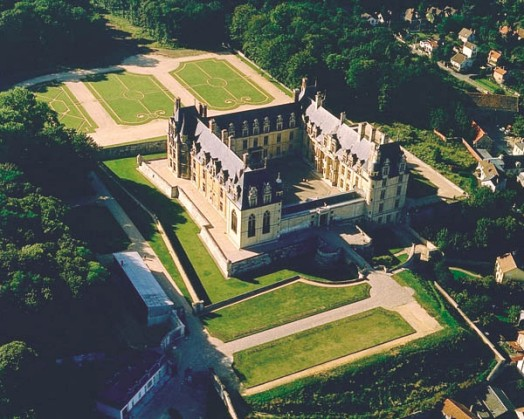
Parcque del Château d'Écouen
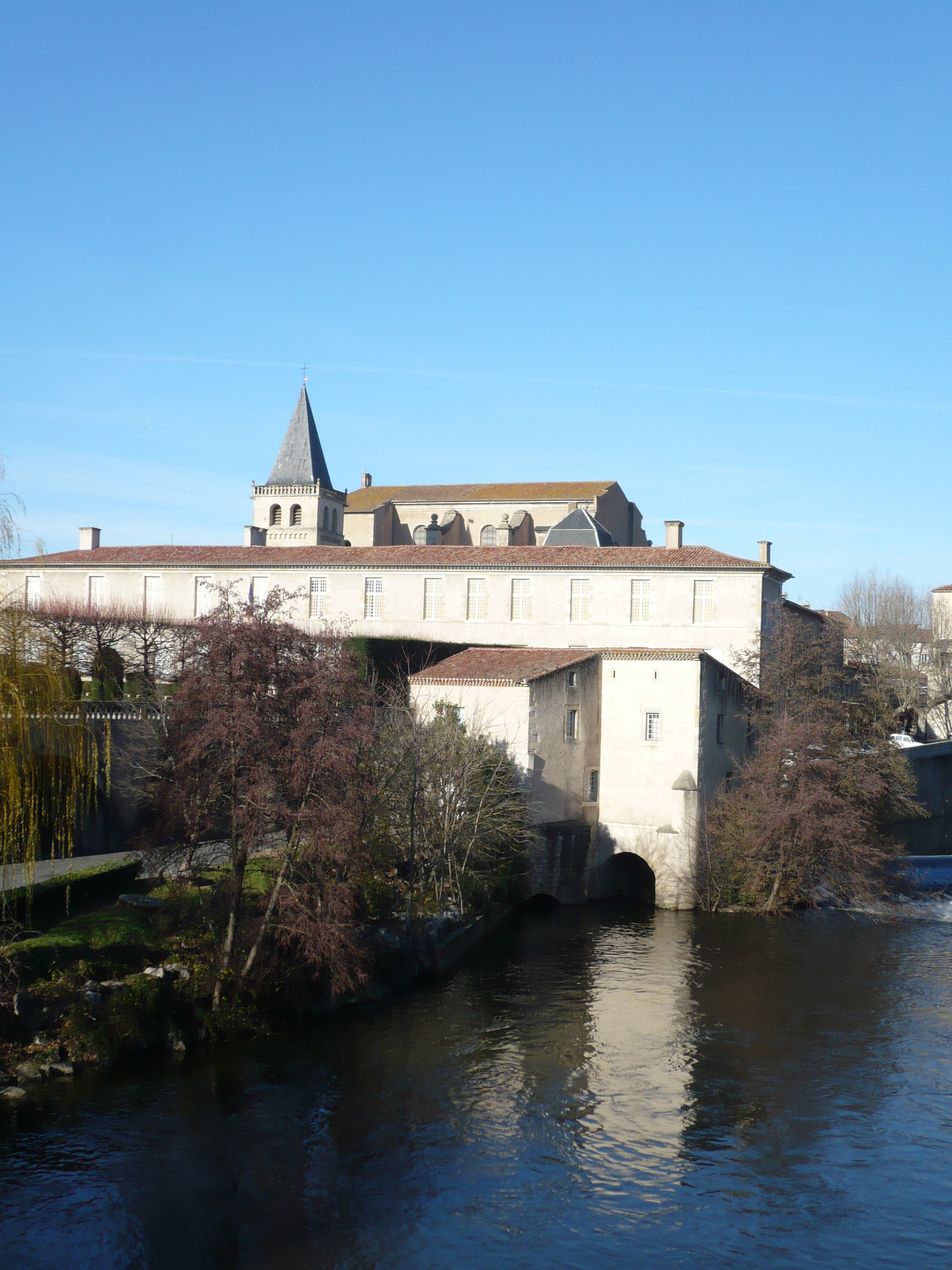
Palacio episcopal en Castres